# Wendy Dubbeld
 (décembre 2013).
Wendy Dubbeld est un mannequin et animatrice de télévision néerlandaise. Elle est née à Wageningue, aux Pays-Bas le 1er août 1981 et a grandi à Noordwijk aan Zee et Rhenen. Wendy Dubbeld a été repérée par Jeroen Van de Mast, le directeur actuel d'Elite Model Management Amsterdam, lors du Megafestatie youth fair à Utrecht. Elle est également copropriétaire de l'une des agences de mannequins les plus célèbres des Pays-Bas.
En 1998, à l'âge de dix-sept ans, elle gagne le concours Elite Model Look dans son pays. Après avoir passé ses examens finaux, elle s'installe à Amsterdam, puis à Milan et enfin à Paris. 
Sa carrière connaît ensuite une ascension rapide. Grâce à sa connaissance de l'industrie de la mode, elle est plusieurs fois juge et coanimatrice du concours Elite Model Look International de l'Année. Avec la collaboration d'une personnalité de la télévision hollandaise, Wilfred Genee, elle présente également le Dutch Elite Model Look 2005. 
Par ailleurs, Wendy Dubbeld joue un petit rôle dans Shallow Hal, un film de la Farelly Brothers. 
Wendy Dubbeld travaille pour les agences Elite Model Management de New York, Munich Models, Why Not Model Agency, ScanElite et Union Models. Elle a réalisé de nombreuses campagnes pour des marques de lingerie et de maillots de bain, dont Lejaby.
Wendy Dubbeld est apparue dans des magazines comme Cosmopolitan, Elle, Maxim, Jackie, Marie Claire, Marie France, Femme, Arena, GQ, Vogue Italie, El País, Link et FHM. Elle a également été vue dans plusieurs publicités dont Abercrombie & Fitch (photographiée par Bruce Weber), Burberry, Wolf Lingerie, Lycra, Tommy Hilfiger. 
Wendy Dubbeld est marraine de l'association humanitaire Plan International. En 2015, elle s'est rendue au Vietnam lors de l'un des premiers tours à vélo Cycle4Plan, recueillant plus de 12000 € et envoyant ainsi douze filles à l'école pendant 3 ans. Avec sa propre équipe Move4Girls, elle déplace des mannequins dans le monde entier pour s'engager dans le travail de Plan International avec comme devise « Laissez les modèles être des modèles ».